# Heliot Ramos
Heliot Lemuel Ramos (Humacao, Puerto Rico, 7 de septiembre de 1999), más conocido como Heliot Ramos, es un jugador profesional puertorriqueño de béisbol que se desempeña en la posición de jardinero central en San Francisco Giants, equipo de las Grandes Ligas de Béisbol (MLB).

## Carrera
En 2022, Ramos hizo su debut en la MLB con el equipo San Francisco Giants, donde lleva jugando tres temporadas.